# Załuski (województwo podlaskie)
Załuski – wieś w Polsce położona w województwie podlaskim, w powiecie grajewskim, w gminie Szczuczyn.
W latach 1975–1998 miejscowość należała administracyjnie do województwa łomżyńskiego.
Wierni kościoła rzymskokatolickiego należą do parafii św. Stanisława Biskupa i Męczennika w Niedźwiadnej.